# Oyster Bay Cove
Oyster Bay Cove è un comune degli Stati Uniti d'America, nello stato di New York, nella Contea di Nassau. Nel 2010 contava 2.197 abitanti.